# لاوران (مغوية)
لاوران (بالفارسية: لاوران) هي قرية تقع في إيران في هرمزغان. يقدر عدد سكانها بـ 103 نسمة .